# Kenneth Machin
Kenneth Machin (13 juli 1936 - 26 april 2020) was een Brits jurist. Hij was advocaat, openbaar aanklager en gedurende een aantal decennia rechter op het gebied van strafrecht. Van 2003 tot 2009 was hij rechter van het Rwanda-tribunaal in Tanzania.

## Levensloop
Machin studeerde af in de rechten en werd in 1960 opgenomen in de balie van Middle Temple. Tijdens zijn loopbaan was hij advocaat, openbaar aanklager en rechter. Hij hield zich vooral bezig met strafrecht, zoals met zaken op het gebied van moord, verkrachting, kindermisbruik, zware fraudezaken en internationale drugssmokkel.
In 1977 werd hij benoemd tot raadsheer van de kroon (Crown Counsel) en vanaf hetzelfde jaar werd hij rechter (eerst Recorder en later Circuit Judge) van het Crown Court dat een van de hogere hoven is in het Verenigd Koninkrijk. In 1986 werd hij benoemd tot permanent rechter van het Central Criminal Court van Engeland en Wales, ook wel Old Bailey genaamd. Van 1990 tot 2001 was hij hoofd voor sociale zekerheid en commissaris voor de ondersteuning van kinderen. In dezelfde periode bleef hij ook parttime werkzaam voor Old Bailey. Hier keerde hij in 2001 tot 2003 terug als fulltime rechter.
Verder was hij in de jaren negentig verantwoordelijk voor de opleiding van rechters en zette hij een vakblad op het terrein van juridisch onderwijs op. Verder was hij tussen 1995 en 2003 actief als waarnemer van buitenlandse hoven, zoals het Europees Hof van Justitie in Luxemburg, het Europees Hof voor de Rechten van de Mens in Straatsburg, het Gerechtshof van Washington D.C. en het Joegoslavië-tribunaal in Den Haag.
Van 2003 tot 2009 was hij rechter van het Rwanda-tribunaal in Arusha in Tanzania.